# Gòngil de Corint
Gòngil (en llatí Gongylus, en grec antic Γογγύλος) fou un militar corinti, que el divuitè any de la Guerra del Peloponès, el 414 aC va anar amb un únic vaixell per ajudar a Siracusa.
Va deixar Lèucada després de Gilip, el cap de l'expedició, però va arribar el primer a Siracusa perquè va fer un recorregut més directe. Va arribar en el moment precís, ja que va aturar una assemblea on s'estaven discutint les condicions de la rendició. Va informar de la vinguda de Gilip i els siracusans es van animar i van sortir a donar suport a l'arribada del que els havia de salvar. Tucídides ho relaciona amb el canvi de les marees. Gòngil va morir a la primera batalla a Epipoles després de l'arribada de Gilip, segons diuen Tucídides i Plutarc.